# Saconin
Saconin est une localité de la commune de Saconin-et-Breuil, dont elle est le chef-lieu, et une ancienne commune française, située dans le département de l'Aisne en région Hauts-de-France.

## Géographie
Petit village de l'ancien Soissonnais situé dans un vallon étroit à 50 km au sud ouest de Laon et à 10 km de Soissons.

## Toponymie
Saconin est attesté sous les formes Saconi (1147) ; Saccuni (1203) ; Sacconi (1226) ; Sacony (1240) ; Saconiacus (1263) ; Saconni (1269) ; Sacconin (1299) ; Saconny (1337) ; Ville de Saccony (1383) ; Sacogni (1405) ; Saconnin (1409).

## Histoire
La commune de Saconin a été créée lors de la Révolution française. Le 11 août 1873, elle est supprimée par décret et elle fusionne avec la commune voisine de Breuil. La nouvelle entité prend le nom de Saconin-et-Breuil.
Ce village appartenait jadis à l'abbaye de N.-D. de Soissons. Les habitants de Saconin furent affranchis par le roi en 1315.
Au XIVe siècle : la seigneurie consistait en une cense composée de maisons, bâtimens, jardins, pourpris, 3 muids et demi de terres, dîmes et terrage, moulin, four, 3 arpents de vignes, un pichet de bois, 2 arpents de prés, la mairie avec droit de rouage, vinage, forage, cens portant lods et ventes, un étang d'un arpent, justice haute, moyenne et basse, avec droit de vicomte.

## Administration
Jusqu'à sa fusion avec Breuil en 1873, la commune faisait partie du canton de Vic-sur-Aisne dans le département de l'Aisne. Elle appartenait aussi à l'arrondissement de Soissons depuis 1801 et au district de Soissons entre 1790 et 1795. La liste des maires de Saconin est :
| Période                                  | Période | Identité | Étiquette | Qualité |
| ---------------------------------------- | ------- | -------- | --------- | ------- |
|                                          |         |          |           |         |
| Les données manquantes sont à compléter. |         |          |           |         |

## Démographie
Jusqu'en 1873, la démographie de Saconin était :
| 1793 | 1800 | 1806 | 1821 | 1831 | 1836 | 1841 | 1846 | 1851 |
| ---- | ---- | ---- | ---- | ---- | ---- | ---- | ---- | ---- |
| 220  | 224  | 234  | 191  | 203  | 218  | 214  | 240  | 226  |

| 1856 | 1861 | 1866 | 1872 | - | - | - | - | - |
| ---- | ---- | ---- | ---- | - | - | - | - | - |
| 202  | 206  | 215  | 204  | - | - | - | - | - |